# Ilha de São Francisco

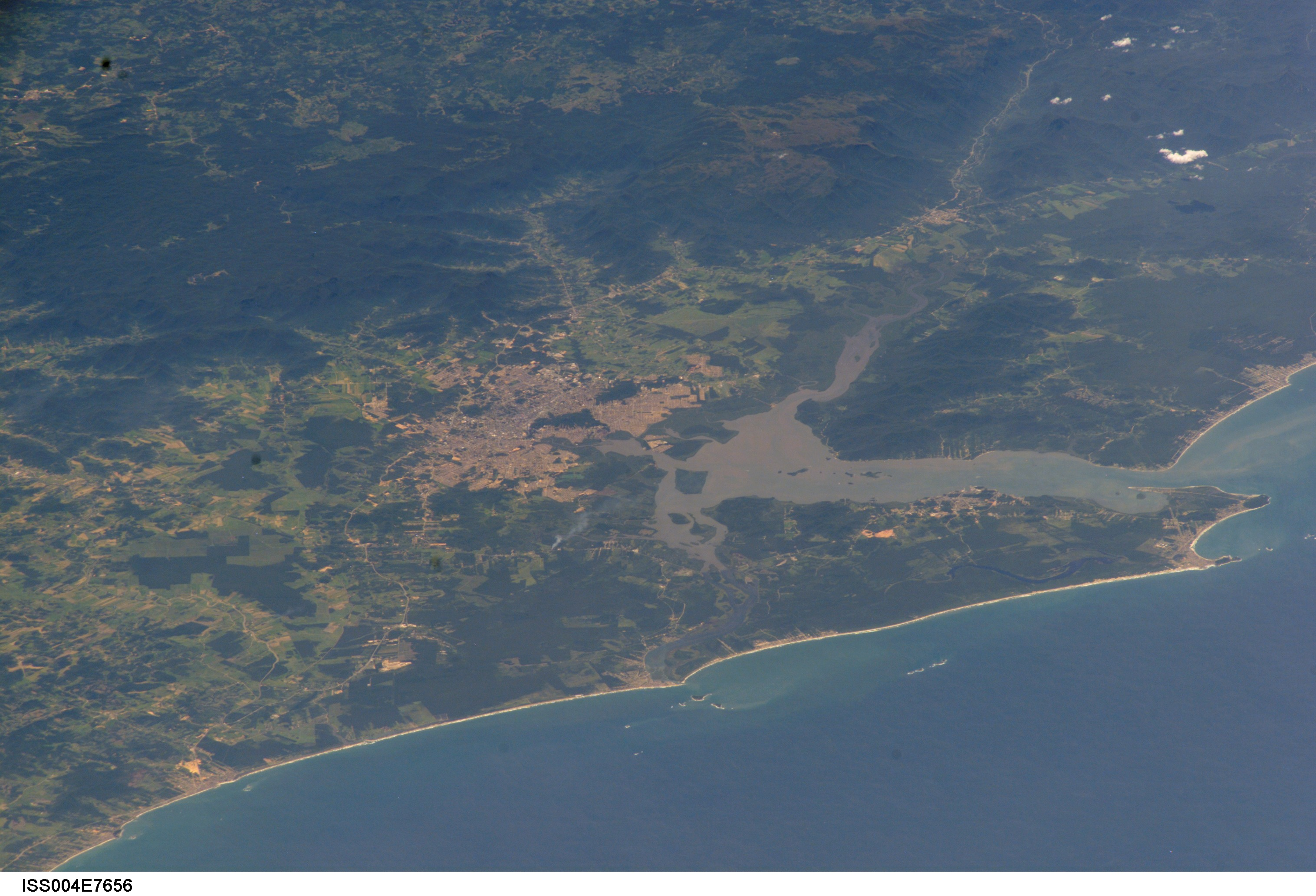
Ilha de São Francisco

São Francisco é uma ilha situada no litoral norte do estado brasileiro de Santa Catarina. Com 327 km², é a segunda maior ilha desse estado, superada apenas pela ilha de Santa Catarina onde se situa a capital, Florianópolis. 
Limita-se ao norte e oeste com a baía da Babitonga, ao sul com o canal do Linguado e ao leste com o Oceano Atlântico.
Ao nordeste situa-se a sede do município de São Francisco do Sul, uma das mais antigas cidades do Brasil.
Há cerca de 13 praias ao redor da ilha, algumas de mar aberto e outras de águas calmas. Entre elas podemos citar a praia de Itaguaçu, a praia de Ubatuba, a praia da Enseada, a praia do Molhe, a praia da Saudade, a praia do Forte, a praia Grande, a praia do Ervino e a praia do Inglês.
Há também muitas ilhas ao seu redor, tanto na baía de Babitonga (26 ilhas) quanto no oceano, na entrada da barra (arquipélago da Graça) e no canal do Linguado.
Abaixo, uma foto na qual aparece a ilha, embaixo, à direita. No centro, a baía Babitonga com suas muitas ilhas e mais à esquerda a cidade de Joinville. Clique na foto para ampliar e verificar detalhes menores como as ilhas e o canal do Linguado. A foto foi tirada durante a Expedição 4 à Estação Espacial Internacional (ISS).